# Grad Trenčín
Grad Trenčín (slovaško Trenčiansky hrad, madžarsko trencséni vár) je grad, postavljen na vzpetini nad mestom Trenčín v zahodnem delu Slovaške.

## Zgodovina
Prva omemba gradu je v zapisu iz leta 179, ki poroča o zmagi II. rimske legije v bitki pri Laugariciju (latinsko ime za Trenčín).  Najstarejša zgradba v kompleksu je kamnita rotunda, verjetno zgrajena v času Velike Moravske. Sredi 13. stoletja je bil grad sedež Barona Jakaba Csesznekyja, vazala madžarskega kralja Béle IV. Konec 13. ali v začetku 14. stoletja je bil grad sedež Matuša III. Čaka, legendarnega vladarja reke Váh in Tater. Po njem se imenuje Matúšev stolp, ki je najbolj slikovit del gradu. V spodnjem delu gradu se nahaja vodnjak, ki naj bi ga dal, po legendi, v času Osmanskega imperijaa, izkopati princ Omar. Izkopati naj bi ga dal dal v čast svoji ljubezni, Fatimi, zaradi česar se ga danes drži ime »vodnjak ljubezni«. V resnici je bil vodnjak v živo skalo izklesan v 16. stoletju in je globok okoli 80 metrov. Izkop je trajal 40 let. 

## Grad danes
V gradu je danes muzejska zbirka muzeja Trenčín, ki prikazuje zgodovino regije in gradu. V njem je razstavljeno staro grajsko pohištvo, orožje, arheološki ostanki in ostali predmeti. V gradu je tudi galerija. Grad je razglašen za kulturni spomenik Slovaške. V letu 2006 ga je obiskalo 100.000 obiskovalcev.